# كارولوس أندرياماتسينورو
كارولوس أندرياماتسينورو (بالفرنسية: Charles Andriamanitsinoro) (Carolus Andriamatsinoro) لاعب كرة قدم مدغشقري من مواليد 6 يوليو 1989. يجيد اللعب في مركز الهجوم في نادي الروضة السعودي .

## المسيرة مع الأندية

### وداد تلمسان
في 31 يناير 2011 وقع كارولوس عقدا مع نادي وداد تلمسان الجزائري. في 19 مارس 2011 شارك في أول مباراة له مع النادي في الدوري الجزائري ضد اتحاد عنابة، وسجل هدفا في الدقيقة 90 من المباراة.

### اتحاد الجزائر
في 28 مايو 2012 انتقل لنادي اتحاد الجزائر.

### نادي أحد
وقع مع نادي أحد السعودي في عام 2017 و تعرض لإصابة في الرباط الصليبي و تم الاستغناء عنه .

### نادي العدالة
بعد عودته من الإصابة وقع مع نادي العدالة السعودي .

### نادي القادسية
أعير من نادي العدالة إلى نادي القادسية في صيف 2020.

### نادي أحد
عاد إلى نادي أحد في صيف 2021.

### نادي الكويت
وقع مع نادي الكويت في صيف 2022 و لم يستمر معهم.

### نادي نجران
وقع مع نادي نجران  في صيف 2022.

### نادي الكوكب
وقع مع نادي الكوكب في صيف 2023.

### نادي الروضة
وقع مع نادي الروضة في صيف 2024.

## روابط خارجية
- كارولوس أندرياماتسينورو على موقع قاعدة بيانات كرة القدم.إي يو (الإنجليزية)
- كارولوس أندرياماتسينورو على موقع ناشيونال فوتبول تيمز (الإنجليزية)
- كارولوس أندرياماتسينورو على موقع Soccerway.com (الإنجليزية)
- كارولوس أندرياماتسينورو على موقع عالم كرة القدم.نت (الإنجليزية)